# 猫ヶ洞池
猫ヶ洞池（ねこがほらいけ）は愛知県名古屋市千種区の平和公園の一角に位置する池。山崎川の源流の一つでもある。

## 概要
尾張徳川家二代目藩主徳川光友の命令で農業用ため池として作られたもので、寛文四年（1664年）に上池が、寛文六年（1666年）に下池が完成した。江戸時代にはここを水源とする猫ヶ洞用水が作られて御器所方面の灌漑用に使われたほか、大曽根屋敷（現在の徳川園）付近にもここからトンネルを掘って水を供給していたという。下池は昭和になって埋め立てられ、上池のみが残っている。池が作られた当時この地は「金子山（かねこやま）」と呼ばれ、明治頃まで、この周辺を「金児硲・金子狭間（かねこはざま）」と呼んでおり、池の名称はそれから転じたとも言われる。尾張名所図会には猫洞池と記された。周囲の地名にも元の地名から転じたと思われる物が多数ある。
池の水源は湧水と雨水のほか、現在では東山公園内の上池（ボート池）からの水が新池を経由して流入している。流域の洪水対策として1963年（昭和38年）から1974年（昭和49年）にかけて千種台川が整備されて猫ヶ洞池と新池はこれに接続しており、雨天時に猫ヶ洞池の水位が上昇すると余水吐から千種台川を経由して矢田川に排水される。晴天時には維持用水として山崎川に導水が行われているがこれは池の水位を元にして制御されており、1979年（昭和54年）から2010年（平成22年）2月までは冬季や夜間には導水が停止されていた。2012年（平成24年）7月以降は通年・終日の導水が行われている。
1978年（昭和53年）・1980年（昭和55年）度に池の北側を除いて親水護岸の整備や斜樋の改築、余水吐のかさ上げなどが行なわれ、コンクリート護岸部分は魚釣り公園として開放されたため釣り人が多く訪れる。護岸の無い北側部分には雑木林と浅瀬、帯状のヨシの植生がある。この付近はカモなど渡り鳥の住処であり、また自然遊歩道「一万歩コース」などもある事から釣りは禁止となっている。昨今、無許可放流されたブラックバスやブルーギルが増えているが、かつてはヘラブナ釣りの名所として知られていた。
2022年（令和4年）、池の浚渫工事が行われた際、重機が次々とぬかるみにはまり動けなくなった姿が報道された。

## パノラマ画像

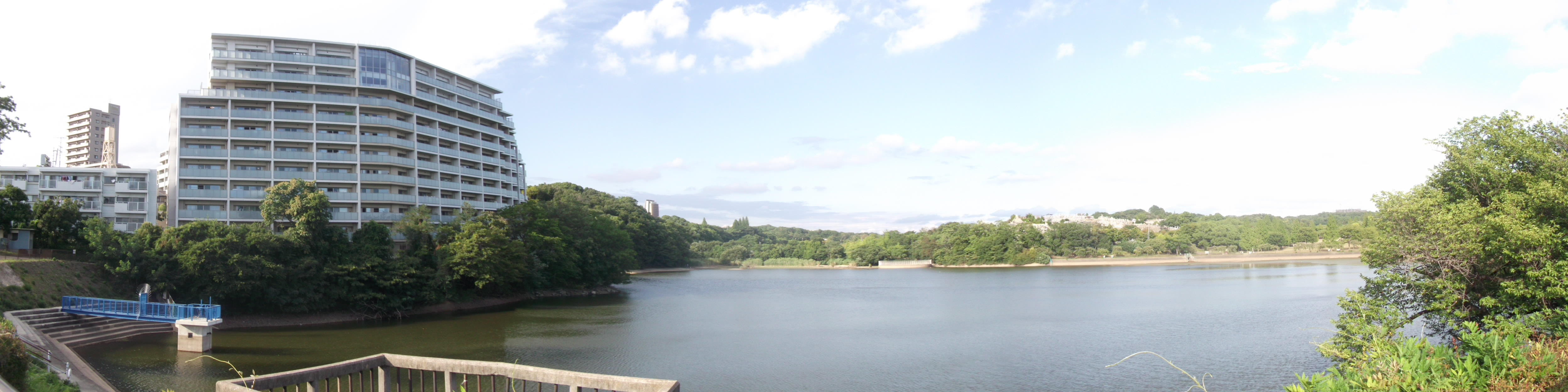
西側より撮影。カメラのパノラマ機能により現地にて3枚の画像を合成。左側に集合住宅、奥に平和公園の墓地が写る（2014年（平成26年）8月）。

## メインストリート
- キャットロード（猫洞通・名古屋市千種区）：本山交差点から猫洞通1丁目交差点までを指す。

## アクセス

### 道路
- 広小路通（愛知県道60号名古屋長久手線）⇒本山交差点。
- 山手グリーンロード⇒本山交差点。

### 鉄道
- 名古屋市営地下鉄
  - 名城線⇒自由ヶ丘駅
  - 東山線・名城線⇒本山駅